# Berthold Tandler

Berthold Tandler

Berthold Tandler (1912)

Berthold Tandler (* 27. März 1880; † 16. März 1941) war ein österreichischer Gewichtheber. Er war Welt- und Europameister im Schwergewicht.

## Werdegang
Berthold Tandler gehörte in der Zeit von 1900 bis zum Ausbruch des Ersten Weltkriegs zu den besten Gewichthebern Österreichs und der Welt. Er gehörte dem Lohnfuhrwerker-Athletenklub Wien an und beherrschte zwischen 1907 und 1914 zusammen mit seinen Wiener Landsleuten Josef Grafl, Josef Steinbach und Karl Swoboda das Geschehen bei Welt- und Europameisterschaften.
Bei den damaligen Gewichtheber-Konkurrenzen wurden vielseitige Wettkämpfe durchgeführt. Sie reichten vom Dreikampf bis zum Zehnkampf. Neben den beidarmigen Übungen Drücken, Reißen und Stoßen gab es auch einarmige Übungen, meist einarmiges Reißen und einarmiges Stoßen. Dabei wurde noch variiert in einarmiges Reißen und einarmiges Stoßen links und rechts. Sogar einarmiges Drücken wurde oftmals in die Wettkämpfe eingebaut. Da bei den Meisterschaften unterschiedliche Zusammenstellungen der Übungen stattfanden, können die Leistungen auch nicht direkt miteinander verglichen werden. Es wurde damals vor allen Dingen Wert auf die Kraft und weniger auf die Technik gelegt. Das sieht man auch darin, dass beispielsweise Vierkämpfe aus den Übungen einarmiges Reißen und einarmiges Stoßen sowie beidarmiges Drücken und beidarmiges Stoßen bestand. Das beidarmige Reißen, eine Schnellkraftübung, war wenig beliebt und wurde einfach weggelassen.
Berthold Tandler hatte keine herausragende Übung. Er war in seinen Leistungen ziemlich ausgeglichen und erzielte dadurch seine Erfolge. Er stellte deswegen in seiner ganzen Laufbahn auch keine Weltrekorde auf. Seine Bestleistung im beidarmigen Stoßen mit unfreiem Umsetzen lag bei 170 kg. Der Weltrekord von Karl Swoboda in dieser Übung lag bei 185 kg.
Berthold Tandler erschien im Jahre 1907 erstmals bei einer internationalen Meisterschaft und belegte bei einer Europameisterschaft in Wien im Schwergewicht den 3. Platz. Den größten Erfolg in seiner Laufbahn erzielte er 1911 bei einer Weltmeisterschaft in Dresden, wo er den 1. Platz belegte. Seine Landsleute Josef Grafl und Karl Swoboda waren dort aber nicht am Start. Europameister wurde Berthold Tandler in den Jahren 1911, 1912 und 1913. Dabei gelang es ihm bei der Europameisterschaft 1911 in Budapest sogar den vielfachen Weltmeister Josef Grafl hinter sich zu lassen. Es sei auch noch darauf hingewiesen, dass damals oftmals innerhalb eines Jahres mehrere Welt- bzw. Europameisterschaften durchgeführt wurden.
Nach seiner Karriere als Gewichtheber lebte Berthold Tandler in Wien. Er war Ehrenpräsident seines Vereines und Ehrenmitglied der Vereinigung der alten Athleten Wiens. Er zählt ohne Zweifel zu den erfolgreichsten Pionieren in der Anfangszeit des modernen Gewichthebens.
Mitte 1916 heiratete er die Schwester von Karl Swoboda, dem größten österreichischen Schwerathleten jener Ära. Swoboda verstarb am 16. März 1941 im Spital der Israelitischen Kultusgemeinde, dem Rothschildspital im 18. Bezirk. Er fand auf dem Wiener Zentralfriedhof (IV. Tor, Gruppe 10, Reihe 14, Grab 117) seine letzte Ruhe.

## Internationale Erfolge
(WM = Weltmeisterschaft, EM = Europameisterschaft, S = Schwergewicht, damals über 82,5 kg Körpergewicht)
- 1907, 3. Platz, EM in Wien, 3-Kampf, S, mit 350,5 kg; Sieger: Josef Grafl, Österreich, 380,5 kg;
- 1908, 2. Platz, WM in Wien, 7-Kampf, S, mit 631 kg, hinter Josef Grafl, 645 kg u. vor Edmund Danzer, Österreich, 587 kg;
- 1909, 3. Platz, WM in Wien, 5-Kampf, S, mit 525,4 kg, hinter Josef Grafl, 583,1 kg u. Karl Swoboda, Österreich, 533,4 kg;
- 1910, 3. Platz, WM in Düsseldorf, 4-Kampf, S, mit 425 kg, hinter Josef Grafl, 460 kg u. Heinrich Rondi, Deutschland;
- 1910, 3. Platz, WM in Wien, 7-Kampf, S, mit 685 kg, hinter Josef Grafl, 753,5 kg u. Karl Swoboda, 723 kg;
- 1911, 1. Platz, EM in Budapest, 3-Kampf, S, mit 320 kg, vor Josef Grafl, 310 kg u. Karl Fleischmann, Österreich, 295 kg;
- 1911, 3. Platz, WM in Wien, 4-Kampf, S, mit 420,8 kg, hinter Karl Swoboda, 476,5 kg u. Josef Grafl, 464 kg;
- 1911, 2. Platz, WM in Berlin, 4-Kampf, S, mit 415 kg, hinter Karl Swoboda, 464 kg u. vor Franz Buchholz, Deutschland;
- 1911, 1. Platz, WM in Dresden, 4-Kampf, S, mit 437,5 kg, von Anton Dorregeest, Niederlande und Hermann Gäßler, Deutschland;
- 1912, 1. Platz, EM in Wien, 4-Kampf, S, mit 430 kg, vor Alois Barta, Österreich, 410 kg u. Johann Plungg, Österreich, 380 kg;
- 1913, 2. Platz, WM in Breslau, 4-Kampf, S, mit 442,5 kg, hinter Josef Grafl, 442,5 kg u. vor Jan Krause, Russland;
- 1913, 1. Platz, EM in Brünn, 4-Kampf, S, mit 432,5 kg, vor Leopold Hennermüller, Österreich, 390 kg